# Exoneura marjoriella
Exoneura marjoriella är en biart som beskrevs av Rayment 1949. Exoneura marjoriella ingår i släktet Exoneura och familjen långtungebin. Inga underarter finns listade i Catalogue of Life.